# Barnard (Familienname)
Barnard ist ein englischer Familienname.

## Namensträger
- Alan Barnard (Spezialeffektkünstler) (1928–2007), Spezialeffektkünstler
- Alan Barnard (Wirtschaftswissenschaftler) (* 1928), Wirtschaftswissenschaftler
- Alan Barnard (Anthropologe) (Alan John Barnard; * 1949), Anthropologe und Ethnologe
- Alan Barnard (Illustrator), Illustrator
- Alfred Barnard (1837–1918), britischer Autor und Journalist
- Amanda Barnard (* 1971),  australische theoretische Physikerin
- Aneurin Barnard (* 1987), britischer Schauspieler
- Anne Barnard (1750–1825), schottische Dichterin
- Antonia Barnard, australische Film- und Fernsehproduzentin
- Arthur Barnard (1929–2018), US-amerikanischer Hürdenläufer
- Barries Barnard (* 1965), namibischer Rugby-Union-Spieler
- Bill Barnard (1886–1958), neuseeländischer Politiker
- Bob Barnard  (1933–2022), australischer Jazzmusiker
- Chester I. Barnard (1886–1961), US-amerikanischer Management-Theoretiker
- Chris Barnard (1939–2015), südafrikanischer Schriftsteller
- Christiaan Barnard (1922–2001), südafrikanischer Herzchirurg
- Claude Barnard (1890–1957), australischer Politiker
- Daniel D. Barnard (1797–1861), US-amerikanischer Politiker
- Doug Barnard (1922–2018), US-amerikanischer Politiker
- Edward Barnard (1857–1923), US-amerikanischer Astronom.
- Edward Barnard (Zoologe) (1786–1861), englischer Beamter, Zoologe, Gartenbauer, Generalagent für die Kronkolonien 1825–1861
- Elisa Barnard (* 1993), australische Bogenschützin
- Elizabeth Barnard (1608–1670), Enkelin William Shakespeares
- Francis George Allman Barnard (1857–1932), australischer Naturforscher
- Francis Jones Barnard (1829–1889), kanadischer Geschäftsmann und Politiker
- Francis Stillman Barnard (1856–1936), kanadischer Politiker und Unternehmer
- Fred R. Barnard , US-amerikanischer Werber und Schöpfer des Ausdrucks "Ein Bild sagt mehr als tausend Worte"[1]
- Frederick Augustus Porter Barnard (1809–1889), US-amerikanischer Mathematiker
- George Barnard (Maler) (1807–1890), britischer Maler
- George Barnard (Zoologe) (1831–1894), britischer Zoologe
- George Alfred Barnard (1915–2002), britischer Mathematiker
- George Grey Barnard (1863–1938), US-amerikanischer Bildhauer und Sammler
- George N. Barnard (1819–1902), US-amerikanischer Fotograf
- Henry Barnard (1811–1900), US-amerikanischer Politiker
- Isaac D. Barnard (1791–1834), US-amerikanischer Politiker
- Isabel Barnard (* 1995), niederländische Handballspielerin
- Jan Barnard (1929–2012), südafrikanischer Marathonläufer
- Jannie Barnard (1945–1985), südafrikanischer Rugby-Union-Spieler
- Jerry Laurens Barnard (1928–1991), US-amerikanischer Meeresbiologe
- John Barnard (* 1946), britischer Ingenieur
- John Gross Barnard (1815–1882), US-amerikanischer Militäringenieur und Generalmajor
- John Lewis Barnard (* 1977), britischer Radrennfahrer
- Joseph Osmond Barnard (1816–1865), britischer Graveur, Maler und Briefmarkenkünstler
- Juana Josefina Cavasos Barnard (1824–1906), mexikanisch-amerikanische Pionierien, Gefangene der Comanchen und Sklavenhalterin
- Kathryn Barnard (1938–2015), US-amerikanische Entwicklungswissenschaftlerin
- Keppel Harcourt Barnard (1887–1964), britisch-südafrikanischer Zoologe
- Lance Barnard (1919–1997), australischer Politiker
- Lee Barnard (* 1984), englischer Fußballspieler
- Marius Barnard (Mediziner) (1927–2014), südafrikanischer Herzchirurg und Versicherungsentwickler
- Marius Barnard (Tennisspieler) (* 1969), südafrikanischer Tennisspieler
- Marjorie Barnard (1897–1987), australische Schriftstellerin
- Michael Barnard (* 1976), englischer Dartspieler
- Neal D. Barnard (* 1953), US-amerikanischer Forscher
- Niel Barnard (1949–2025), südafrikanischer Politiker
- Robert Barnard (1936–2013), britischer Schriftsteller
- Susan Barnard (* 1961), britische Schwimmerin
- Taylor Barnard (* 2004), britischer Rennfahrer
- Willem Barnard (1920–2010), niederländischer Theologe und Liederdichter
- William Barnard (Bischof) (1697–1768), englischer Geistlicher, Bischof von Derry
- William Barnard (Graveur) (1774–1849), englischer Graveur
- William O. Barnard (1852–1939), US-amerikanischer Politiker